# Dekanat baszkirsko-orenbursko-tatarstański
Dekanat baszkirsko-orenbursko-tatarstański (ros. Деканат Башкирия-Оренбуржье-Татарстан) – rzymskokatolicki dekanat diecezji św. Klemensa w Saratowie, w Rosji. W jego skład wchodzi 8 parafii.
Dekanat obejmuje:
- Republikę Baszkirii – 2 parafie
- Republikę Czuwaską – 0 parafii
- Republikę Mari El – 0 parafii
- obwód orenburski – 4 parafie
- Republikę Tatarstanu – 2 parafie

## Parafie dekanatu
- Aleksiejewka – parafia Wniebowzięcia Najświętszej Maryi Panny
- Bugurusłan – parafia śś. Apostołów Piotra i Pawła (obsługiwana przez księży z parafii Najświętszego Serca Pana Jezusa w Samarze[a])
- Kazań – parafia Podwyższenia Krzyża Świętego
- Nabierieżnyje Czełny – parafia św. Rafała Archanioła (obsługiwana przez księży z parafii Podwyższenia Krzyża Świętego w Kazaniu)
- Nowotroick – parafia Chrystusa Zbawiciela (obsługiwana przez księży z parafii Najświętszej Maryi Panny Nieustającej Pomocy w Orsku)
- Orenburg – parafia Matki Bożej Loretańskiej
- Orsk – parafia Najświętszej Maryi Panny Nieustającej Pomocy
- Ufa – parafia Podwyższenia Krzyża Świętego